# Волгарь (микрорайон)
Волга́рь — жилой микрорайон на месте одноимённого совхоза в городе Самаре, расположен в Куйбышевском районе.
Район располагается близ крупной сети озёр, крупнейшим из которых является старица Дубо́вый Е́рик, на севере граничит с Сухой Самаркой и рекой Татьянкой. Одна из самых крупных улиц — Обувная, которая идёт вдоль берега Татьянки.

## Здания и инфраструктура
Основную застройку микрорайона составляют типовые жилые комплексы, состоящие из зданий от 16—23 этажей; лишь в начале Осетинской улицы и на ул. Казачьей есть дома пониже: от 3 до 10 этажей.
Строительство микрорайона началось в 2010-х годах на месте полей одноимённого совхоза. Территория между старицей Дубовый Ерик и улицей с 1990-х годов занята частным сектором (коттеджной застройкой). По данным «Infoline-Аналитики» на ноябрь 2016 года микрорайон «Волгарь» входил в «топ-20» крупных проектов комплексного освоения в России.
Рядом с парком «Дубовая роща» на ул. Осетинской построен православный храм в честь Богоявления Господня. В планах застройщиков — набережная по берегу озера.
Для обеспечения микрорайона электричеством была реконструирована подстанция «Волжская-2».
В 2021 году рядом с микрорайоном открылся этнокультурный комплекс «Парк дружбы народов». В связи с этим станцию электрички «Красный Кряжок» переименовали в «Парк дружбы народов».
В 2024 году открылись поликлиника (отделение городской больницы № 10) и торговый центр «Точка Сити».
В микрорайоне есть две средних школы: № 19 (ул. Софьи Агранович, 2) и № 57 (ул. Академика Тихомирова, 2); несколько детских садов, спортивный комплекс «Волгарь Арена».

## Транспорт
Через район проезжают следующие автобусы:
- 5к (Губернский рынок — ул. Александра Солженицына);
- 85 (Площадь Революции — 113-й километр);
- 86 (Площадь Революции — Совхоз Рубёжное);
- 108в (Губернский рынок — Спорткомплекс Южный)

На юге по границе микрорайона проходит железнодорожная ветка со станциями «Красный кряжок», «Кряж» и «Соцгород». На севере района около совхозных полей находится заброшенный трудовой лагерь «Дубки». В связи с интенсивным жилищным строительством в микрорайоне встал вопрос об улучшении маршрутов общественного транспорта.